# Верт-ан-дер-Донау
Верт-ан-дер-Донау (нім. Wörth an der Donau) — місто в Німеччині, розташоване в землі Баварія. Підпорядковується адміністративному округу Верхній Пфальц. Входить до складу району Регенсбург. Центр об'єднання громад Верт-ан-дер-Донау.
Площа — 52,34 км2. Населення становить 4896 ос. (станом на 31 грудня 2020).

## Галерея

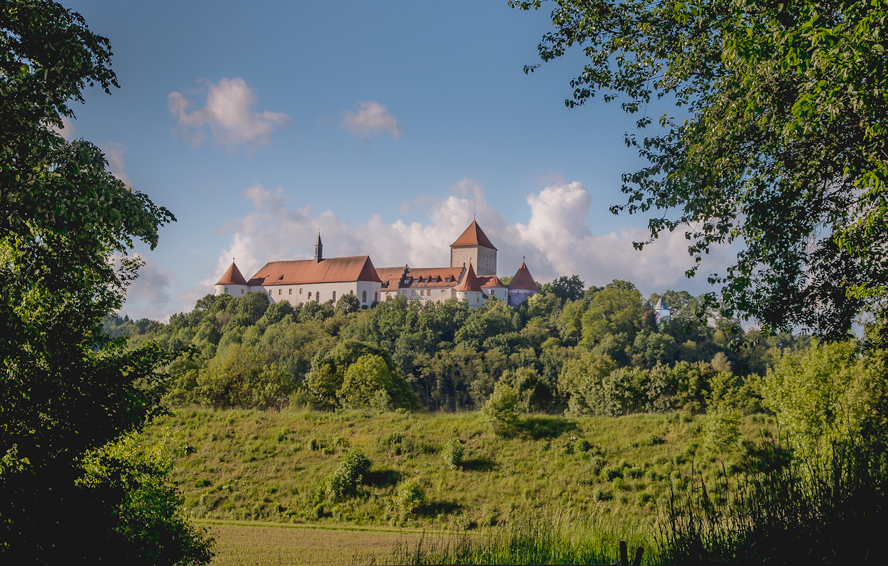
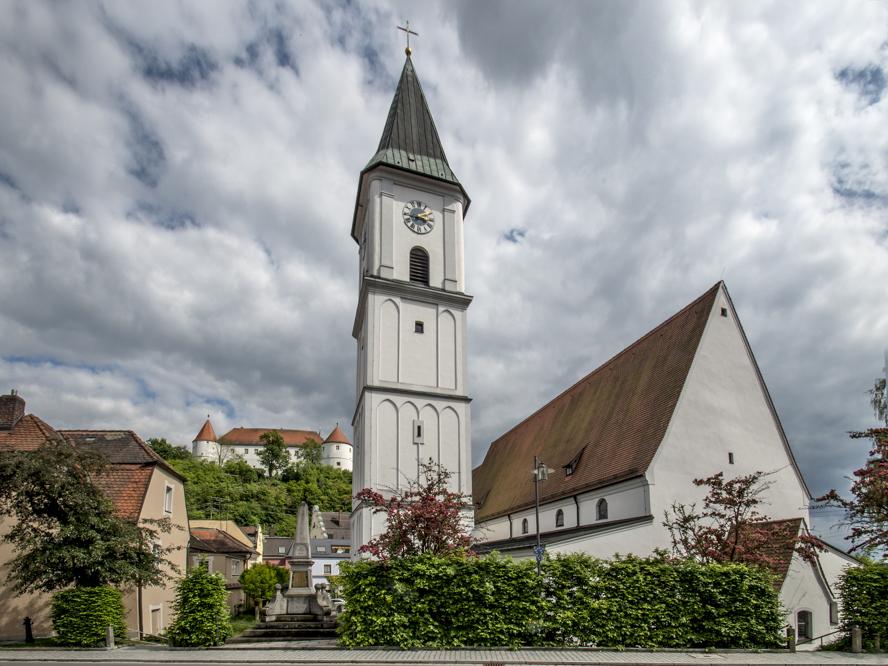
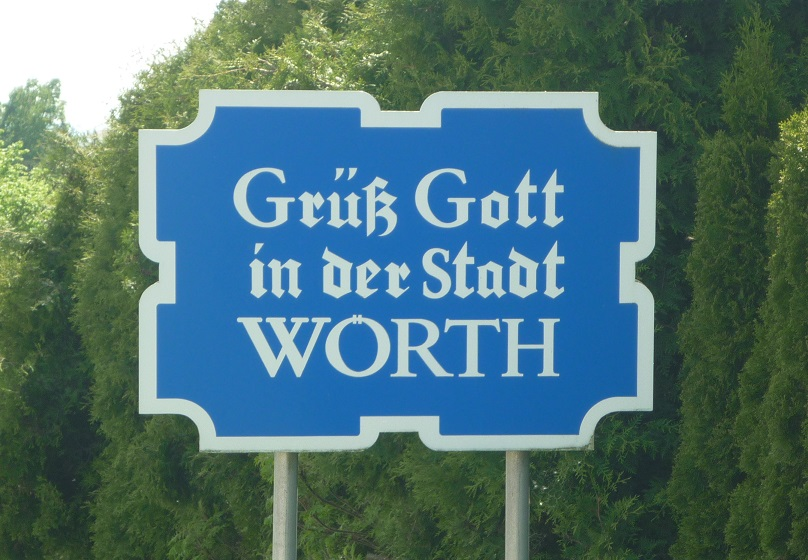
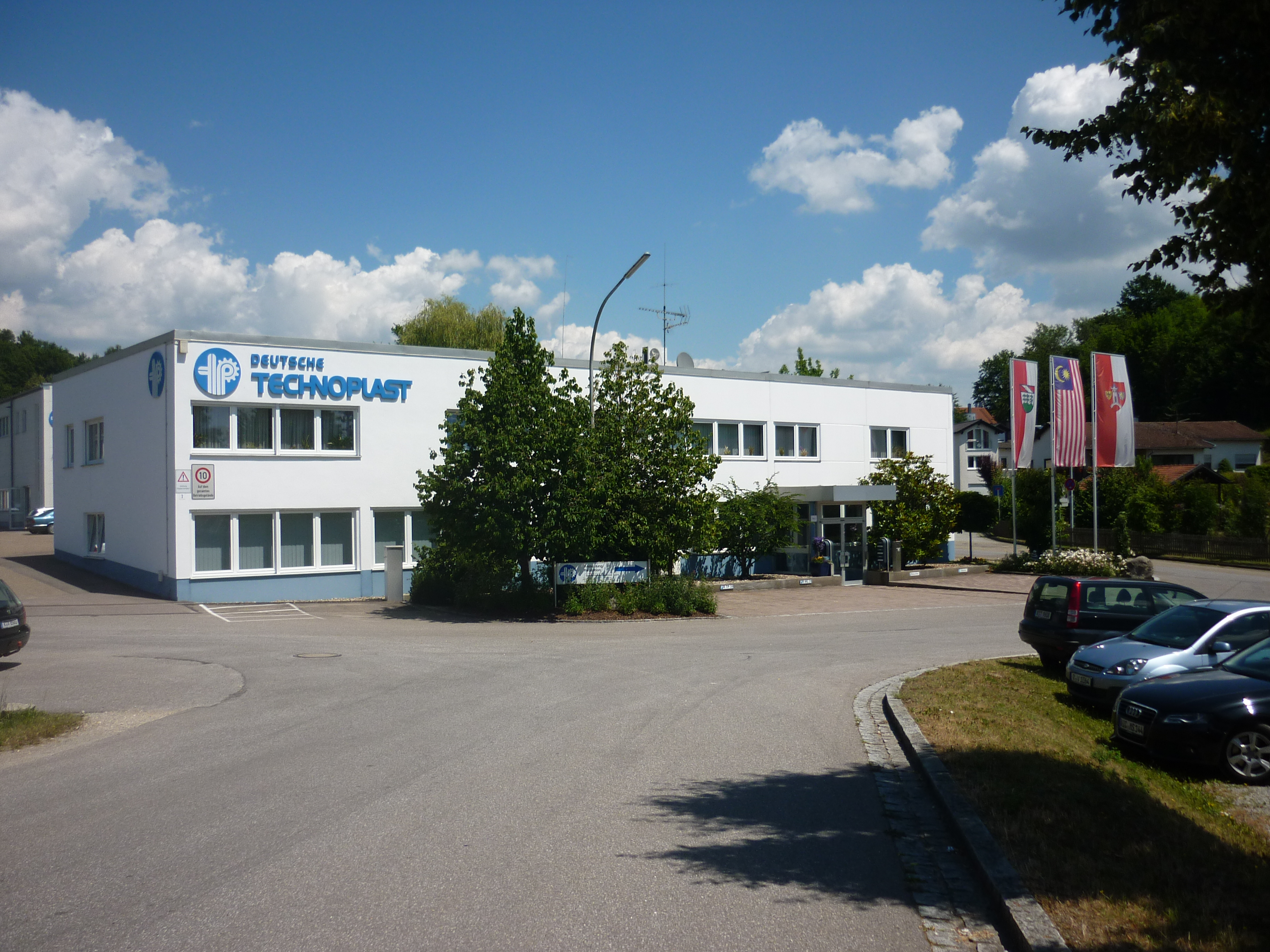
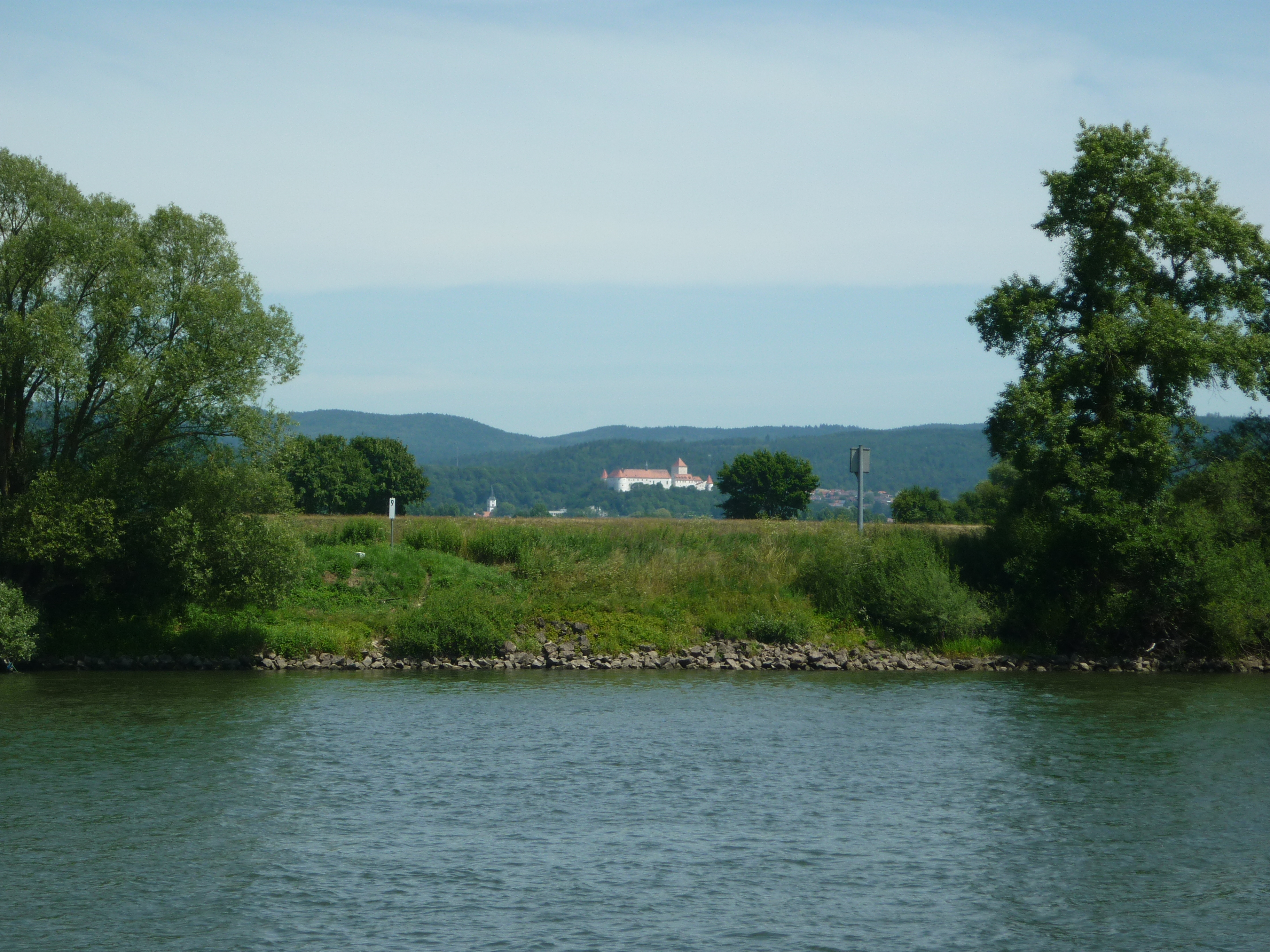
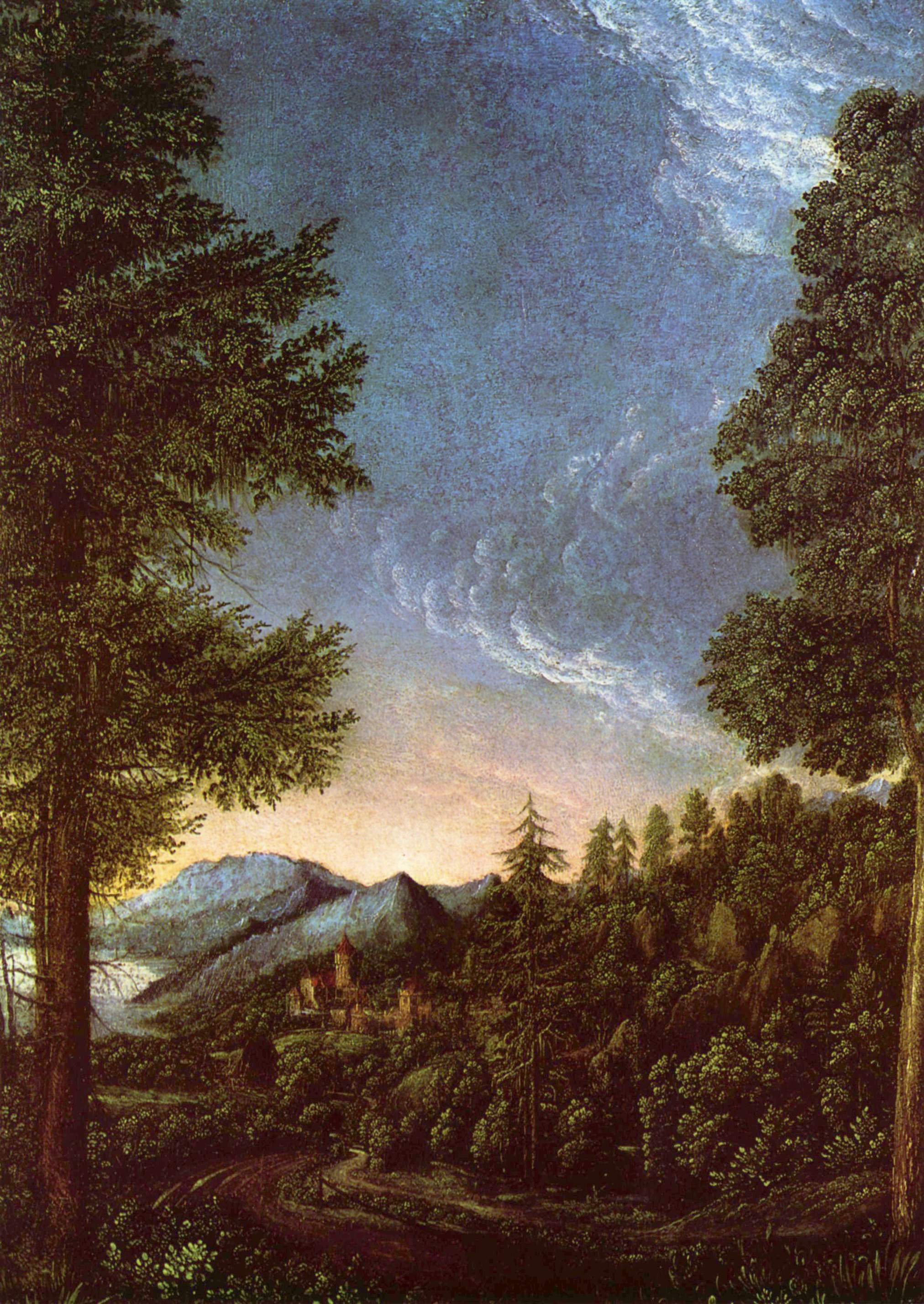